# Lophodermium heteromelis
Lophodermium heteromelis är en svampart som först beskrevs av W. Phillips & Harkn., och fick sitt nu gällande namn av Ellis & Everh. 1892. Lophodermium heteromelis ingår i släktet Lophodermium och familjen Rhytismataceae.   Inga underarter finns listade i Catalogue of Life.